# Ольховский, Николай Иванович (Герой Советского Союза)

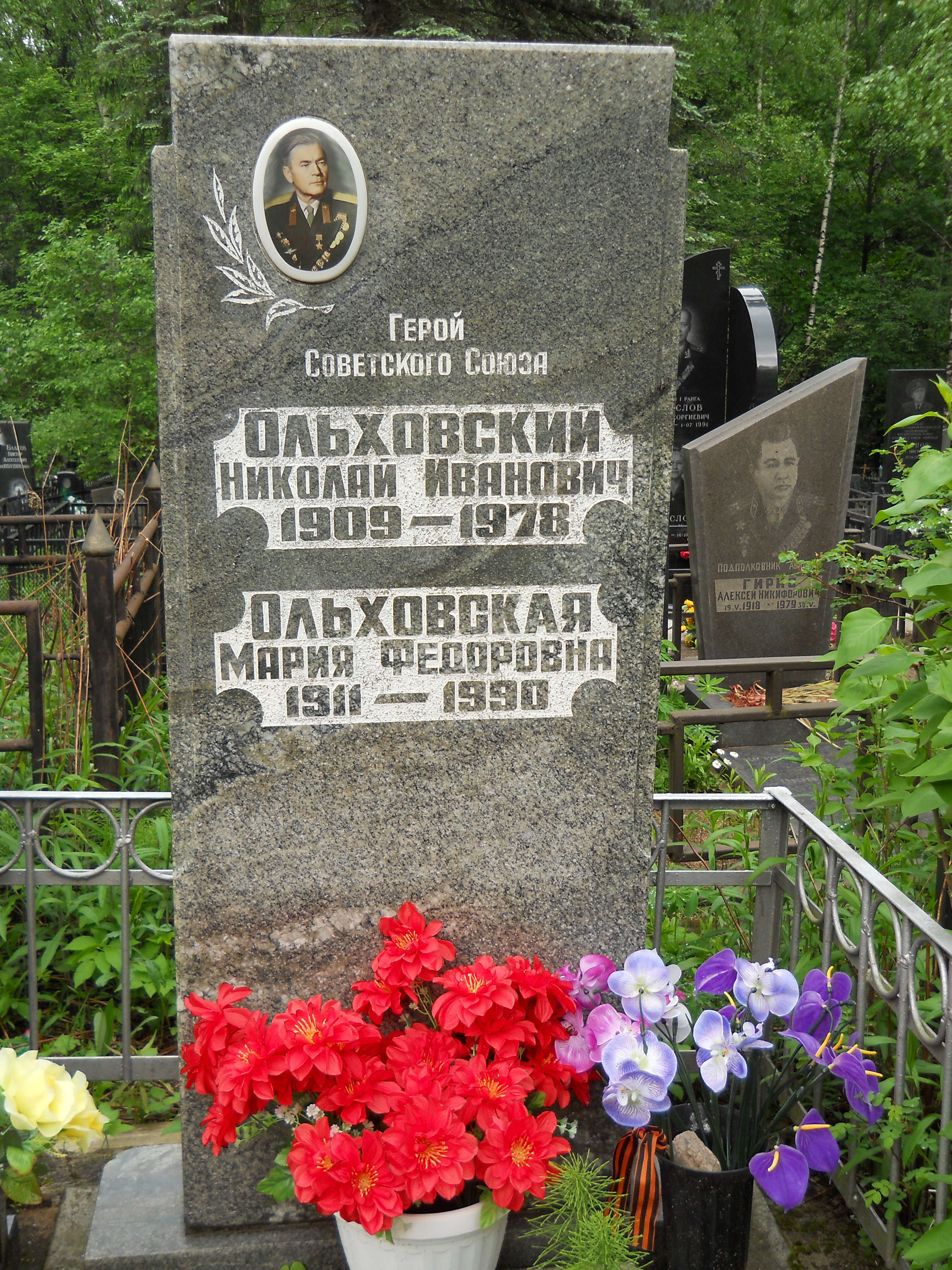
Могила Н. И. Ольховского (Химкинское кладбище, Москва). Май 2013

Никола́й Ива́нович Ольхо́вский (бел. Мікалай Іванавіч Альхоўскі; 27 сентября (10 октября) 1909; Межево Оршанского уезда Могилёвской губернии — 26 августа 1978, Москва) — советский лётчик-ас истребительной авиации, участник Великой Отечественной войны, Герой Советского Союза (4.02.1944). Подполковник (1944).

## Биография
Родился 27 сентября (10 октября) 1909 года в деревне Межево Оршанского уезда Могилёвской губернии. В 1926 году окончил 7 классов школы в Орше, в 1927 году — 1 курс Оршанского педагогического техникума.
В Красной Армии с декабря 1927 года. В 1928 году окончил Военно-теоретическую школу ВВС в Ленинграде, в 1930 году — 3-ю военную школу лётчиков и летнабов имени К. Е. Ворошилова в Оренбурге. С июня 1930 года служил младшим лётчиком разведывательной эскадрильи 20-й авиационной бригады Харьковского военного округа, с 1921 — старший лётчик 8-го отдельного крейсерского авиаотряда особого назначения в ВВС Украинского военного округа, с апреля 1932 года командовал этим отрядом. С января 1933 года учился в академии.
В 1936 году окончил Военно-воздушную академию имени Н. Е. Жуковского. С ноября 1936 года — командир отряда 15-й крейсерской эскадрильи ВВС Киевского военного округа (г. Кирово). С июня 1937 — командир 16-й истребительной эскадрильи. С апреля 1938 — командир истребительной эскадрильи в 5-м тяжелобомбардировочном авиационном полку 1-я тяжелобомбардировочной авиационной бригады ВВС КОВО. С июля 1939 — лётчик-инспектор по технике пилотирования ВВС 1-й Отдельной Краснознамённой армии (на Дальнем Востоке).
С мае 1941 — командир 69-й смешанной авиадивизии (на Дальнем Востоке), с июля — заместитель командира этой дивизии. С октября 1941 — командир 136-й смешанной авиадивизии (в Среднеазиатском военном округе), в феврале-ноябре 1942 — командир 19-го запасного авиационного полка (в Сибирском военном округе), в ноябре 1942 — январе 1943 г. — командир 160-го истребительного авиационного полка, проходившего переформирование в тылу.
Участник Великой Отечественной войны: в феврале-июне 1943 — командир 297-го истребительного авиационного полка, в июне-октябре 1943 — командир авиаэскадрильи 193-го истребительного авиационного полка, в октябре-декабре 1943 — лётчик-инспектор по технике пилотирования 302-й истребительной авиационной дивизии 4-го истребительного авиационного корпуса, в декабре 1943 — мае 1945 — командир 240-го (с июля 1944 — 178-го гвардейского) истребительного авиационного полка. Воевал на Брянском, Воронежском, Степном и 2-м Украинском фронтах. Участвовал в оборонительных боях на воронежском направлении, Курской битве, Белгородско-Харьковской операции, битве за Днепр, Кировоградской, Корсунь-Шевченковской, Ясско-Кишинёвской, Дебреценской, Будапештской, Венской, Братиславско-Брновской и Пражской операциях. За время войны совершил 128 боевых вылетов на истребителях Ла-5 и Ла-7, в 34 воздушных боях сбил лично 17 самолётов противника.
Указом Президиума Верховного Совета СССР «О присвоении звания Героя Советского Союза офицерскому составу военно-воздушных сил Красной Армии» от 4 февраля 1944 года за «образцовое выполнение боевых заданий командования на фронте борьбы с немецкими захватчиками и проявленные при этом отвагу и геройство» удостоен звания Героя Советского Союза с вручением ордена Ленина и медали «Золотая Звезда».
После войны до 1948 года продолжал командовать тем же авиаполком (в Южной группе войск, Болгария). С августа 1948 — адъюнкт кафедры тактики истребительной авиации и ПВО Военно-воздушной академии (Монино). С февраля 1950 — старший лётчик-инспектор по технике пилотирования 71-го истребительного авиакорпуса в 24-й воздушной армии (Группа советских оккупационных войск в Германии), с декабря 1951 по май 1952 — начальник оперативного отделения 6-й гвардейской истребительной авиадивизии (в Группе советских оккупационных войск в Германии). С августа 1952 года — начальник штаба 865-го истребительного авиаполка 29-й воздушной армии (на Дальневосточного военного округа). В сентябре 1953 года вышел в запас в звании подполковника.
Жил в Москве. Умер 26 августа 1978 года. Похоронен на Химкинском кладбище в Москве.

## Награды
- Герой Советского Союза (4.02.1944);
- Орден Ленина (4.02.1944);
- Четыре ордена Красного Знамени (22.07.1943; 25.08.1943; 5.08.1944; 20.06.1948);
- Орден Александра Невского (22.02.1945);
- Орден Красной Звезды (3.11.1944);
- Медали.

## Память
- Имя Н. И. Ольховского присвоено ГУО «Межевская средняя школа»[5]. На здании школы открыта мемориальная доска в честь Н. И. Ольховского[6][7].
- Стела в честь Н. И. Ольховского на Аллее Героев войны — уроженцев Оршанщины (2025). Расположена в Орше по ул. Пакгаузной, в сквере около Дома культуры железнодорожников[8].